# Nordheim (Francja)
Nordheim – miejscowość i gmina we Francji, w regionie Grand Est, w departamencie Dolny Ren.
Według danych na rok 1990 gminę zamieszkiwało 637 osób, 101 os./km².